# Deglomeracja
Deglomeracja (z łac. de – od, glomerare – skupiać) – proces mający na celu zahamowanie wzrostu zagęszczenia ludności. Wyróżnia się dwa typy deglomeracji: czynną (przenoszenie zakładów pracy poza granice aglomeracji) i bierną (niedopuszczanie do powstawania nowych miejsc zatrudnienia na terenie aglomeracji).
Deglomeracja zachodzi w krajach silnie rozwiniętych w wyniku rozszerzania się terenów przeznaczonych na budownictwo (zwłaszcza jednorodzinne) daleko poza tereny zurbanizowane jako zjawisko zwane eksurbanizacją.
W ekonomii deglomeracja jest najczęściej prowadzona wraz z restrukturyzacją okręgów surowcowych. Proces ten polega na podejmowaniu świadomych i celowych działań zmierzających do rozproszenia nadmiernie skoncentrowanego przemysłu. Aby zachęcić inwestorów do lokowania nowych zakładów poza najsilniej zurbanizowanymi obszarami, proponuje się im liczne ulgi inwestycyjne i podatkowe oraz nisko oprocentowane kredyty na uruchomienie działalności gospodarczej. Deglomeracja stwarza jednocześnie szansę na aktywizację słabiej rozwiniętych gospodarczo regionów, zwłaszcza tych, w których występuje nadmiar siły roboczej. Przykładem takiej polityki była budowa COP.
Podstawowym celem deglomeracji jest poprawa warunków bytu ludności. Nadmierne skupianie zakładów, przedsiębiorstw i ludności prowadzi do znacznego zwiększenia kosztów inwestycyjnych i eksploatacyjnych w przeliczeniu na jednego mieszkańca, tzn. do zwiększenia nakładów produkcji, komunikacji, ujęć wody itd., pochłania to miliardowe sumy, które korzystniej jest przeznaczyć na rozwój miast średnich i mniejszych. Deglomeracja służy dobru społecznemu jako jeden ze sposobów działania w dziedzinie planowej gospodarki przestrzennej, która dąży do racjonalnego rozmieszczenia sił wytwórczych i ludności na obszarze kraju.